# 클로스트리디움강
클로스트리디움강(Clostridia)은 클로스트리디움속과 기타 유사한 속 등을 포함하고 있는 후벽균 세균 강의 하나이다. 산소호흡을 하는 바킬루스강과는 달리 무기호흡을 한다. 편성혐기성균이며, 산소는 이들에게 치명적이다.
이 강의 주요 종은 다음과 같다.
- Clostridium perfringens
- Clostridium difficile
- Clostridium tetani
- Clostridium botulinum
- Clostridium acetobutylicum
- Clostridium haemolyticum
- Clostridium novyi
- Clostridium oedematiens

헬리오박테리아 (Heliobacteria) 또한 이 강에 포함된다. 이 박테리아 군에 의해 만들어진 효소 일부는 생물적 환경정화에 이용된다.